# Francesco Bianchi (peintre)
Pour les articles homonymes, voir Francesco Bianchi et Bianchi.
Francesco Bianchi, dit il frari, né à Ferrare (ou à Modène) en 1447 et mort en 1510, est un peintre italien de l'école lombarde. 

## Biographie
Élève de Cosmè Tura, il est parfois cité comme maître de Corrège, entre autres par Giorgio Vasari, lequel rappelle ses deux autres surnoms : Bianchi Ferrari ou il frate Francesco.

## Œuvres
- Crucifixion et Annonciation, Galleria Estense, Modène